# Binnenschiffsklasse VII
Die Binnenschiffsklasse VII ist eine Binnenschiffsklasse für Schubverbände nach Maßgabe der Europäischen Verkehrsministerkonferenz (CEMT).
Die Spezifikation der Binnenschiffsklasse VII beträgt:
- Länge max. 285 m; Breite: max. 33,0–34,2 m; Tiefgang 2,5–4,5 m; Tonnage max. 14.500–27.000 t. Die Brückendurchfahrtshöhe beträgt 9,10 m.[1]